# Escut de Ger

Escut oficial de Ger

L'escut del municipi de Ger (Cerdanya) representa un colom, atribut parlant de la patrona del poble santa Coloma, i una faixa ondada en representació de la riera de Ger que travessa la localitat.

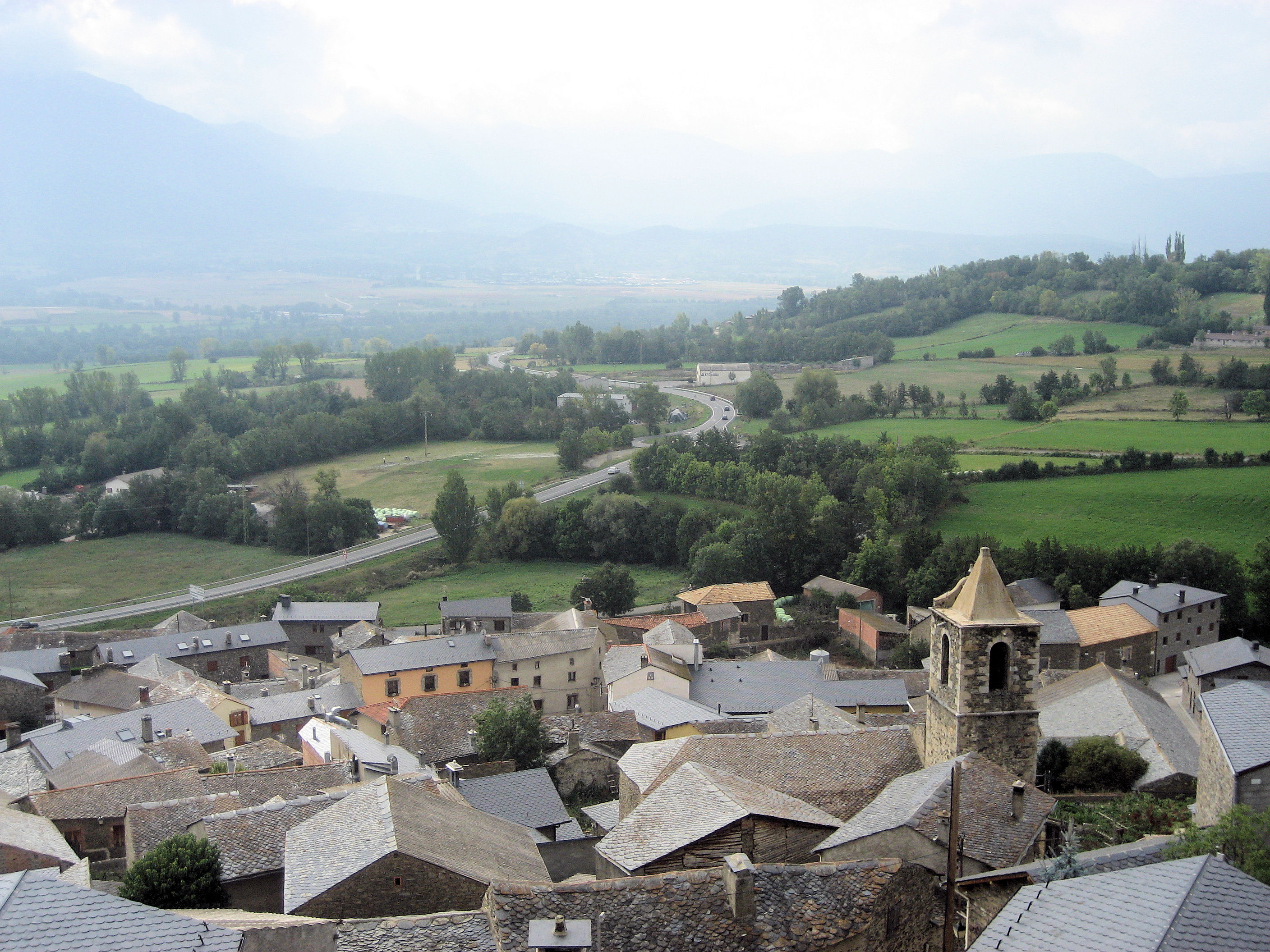
Vista de Ger. En primer pla el campanar de Santa Coloma de Ger; al fons, arbres en el torrent de Montmalús, un dels dos que formen la riera de Ger.

## Escut heràldic
L'escut oficial de Ger té el següent blasonament:
| « | Escut caironat: de sinople, una coloma d'argent acompanyada a la punta d'una riera en forma de faixa ondada d'argent. Per timbre una corona mural de poble. | » |

Va ser aprovat el 24 de gener de 1989 i publicat al DOGC el 3 de febrer del mateix any amb el número 1102.

## Bandera de Ger
La bandera de Ger incorpora els símbols heràldics. La bandera oficial té la següent descripció:
| « | Bandera apaïsada, de proporcions dos d'alt per tres de llarg, de color verd fosc, amb la coloma blanca de l'escut mirant a l'asta, d'alçària 4/9 de la del drap i amplària 1/3 de la llargària del mateix drap, posada a 1/18 de la vora superior i a 1/27 de la de l'asta, i amb una faixa ondada blanca de mitja, tres i mitja ones, de gruix 1/9 de l'alçària del drap, posada a 1/6 de la vora inferior. | » |

Va ser aprovada en el ple de l'ajuntament del 21 de novembre de 2002, i publicada en el DOGC el 22 de gener de 2003 amb el número 3805.